# Chipre nos Jogos Olímpicos de Verão de 2020
Chipre competiu nos Jogos Olímpicos de Verão de 2020 em Tóquio. Originalmente programados para ocorrerem de 24 de julho a 9 de agosto de 2020, os Jogos foram adiados para 23 de julho a 8 de agosto de 2021, por causa da pandemia COVID-19. Foi a 11.ª participação da nação nos Jogos Olímpicos de Verão desde a sua estreia em 1980. 

## Competidores
Abaixo está a lista do número de competidores nos Jogos.
| Esporte   | Masculino | Feminino | Total |
| --------- | --------- | -------- | ----- |
| Atletismo | 2         | 1        | 3     |
| Ciclismo  | 0         | 1        | 1     |
| Ginástica | 1         | 0        | 1     |
| Natação   | 1         | 1        | 2     |
| Tiro      | 3         | 1        | 4     |
| Vela      | 2         | 2        | 4     |
| Total     | 9         | 6        | 15    |

## Atletismo
Os seguintes atletas cipriotas conquistaram marcas de qualificação, pela marca direta ou pelo ranking mundial, nos seguintes eventos de pista e campo (até o máximo de três atletas em cada evento):
- Nota– As posições para os eventos de pista são em relação à bateria do atleta
- Q = Qualificado para a próxima fase
- q = Qualificado para a próxima fase como o perdedor mais rápido ou, em eventos de campo, pela posição sem atingir o alvo para qualificação
- NR = Recorde nacional
- N/A = Fase não aplicável para o evento
- Bye = Atleta não precisou disputar aquela fase

Eventos de pista e estrada
| Atleta          | Evento                        | Eliminatória | Eliminatória | Semifinal | Semifinal | Final     | Final   |
| Atleta          | Evento                        | Resultado    | Posição      | Resultado | Posição   | Resultado | Posição |
| --------------- | ----------------------------- | ------------ | ------------ | --------- | --------- | --------- | ------- |
| Milan Trajkovic | 110 m com barreiras masculino |              |              |           |           |           |         |
| Eleni Artymata  | 400 m feminino                |              |              |           |           |           |         |

Eventos de campo
| Atleta             | Evento                        | Qualificação | Qualificação | Final     | Final   |
| Atleta             | Evento                        | Distância    | Posição      | Distância | Posição |
| ------------------ | ----------------------------- | ------------ | ------------ | --------- | ------- |
| Apostolos Parellis | Lançamento de disco masculino |              |              |           |         |

## Ciclismo

### Estrada
O Chipre inscreveu uma ciclista para a prova da corrida em estrada feminina, em virtude de sua posição entre as 100 melhores ciclistas no Ranking individual da UCI.
| Atleta             | Evento                      | Tempo | Posição |
| ------------------ | --------------------------- | ----- | ------- |
| Antri Christoforou | Corrida em estrada feminina |       |         |

## Ginástica

### Artística
O Chipre inscreveu um ginasta artístico para a competição olímpica. O atleta olímpico da Rio 2016 Marios Georgiou recebeu uma vaga livre dos eventos de aparelho masculinos como um dos sete ginastas de melhor ranking que não faziam parte de equipes e nem haviam qualificado diretamente pelo individual geral, durante o Campeonato Mundial de Ginástica Artística de 2019, em Stuttgart, Alemanha.
Masculino
| Atleta          | Evento           | Qualificação | Qualificação | Qualificação | Qualificação | Qualificação | Qualificação | Qualificação  | Qualificação  | Final    | Final    | Final    | Final    | Final    | Final    | Final         | Final         |
| Atleta          | Evento           | Aparelho     | Aparelho     | Aparelho     | Aparelho     | Aparelho     | Aparelho     | Classificação | Classificação | Aparelho | Aparelho | Aparelho | Aparelho | Aparelho | Aparelho | Classificação | Classificação |
| Atleta          | Evento           | So           | CA           | Ar           | SC           | BP           | BF           | Total         | Pos.          | So       | CA       | Ar       | SC       | BP       | BF       | Total         | Pos.          |
| --------------- | ---------------- | ------------ | ------------ | ------------ | ------------ | ------------ | ------------ | ------------- | ------------- | -------- | -------- | -------- | -------- | -------- | -------- | ------------- | ------------- |
| Marios Georgiou | Individual geral |              |              |              |              |              |              |               |               |          |          |          |          |          |          |               |               |

## Natação
O Chipre recebeu vagas de universalidade da FINA para enviar os nadadores de melhor ranking (um por gênero) em seus respectivos eventos individuais para as Olimpíadas, baseado no Sistema de Pontos da FINA de 28 de junho de 2021.
| Atleta           | Evento                | Eliminatória | Eliminatória | Semifinal | Semifinal | Final | Final   |
| Atleta           | Evento                | Tempo        | Posição      | Tempo     | Posição   | Tempo | Posição |
| ---------------- | --------------------- | ------------ | ------------ | --------- | --------- | ----- | ------- |
| Nikolas Antoniou | 50 m livre masculino  |              |              |           |           |       |         |
| Nikolas Antoniou | 100 m livre masculino |              |              |           |           |       |         |
| Kalia Antoniou   | 50 m livre feminino   |              |              |           |           |       |         |
| Kalia Antoniou   | 100 m livre feminino  |              |              |           |           |       |         |

## Tiro
Atiradores cipriotas conquistaram vaga para os seguintes eventos em virtude de sua melhor posição no Campeonato Mundial da ISSF de 2018, na Copa do Mundo da ISSF de 2019, nos Campeonatos Europeus e nos Torneios de Qualificação Europeus, contanto que tivessem obtido a marca de qualificação mínima (MQS) até 31 de maio de 2020.
| Atleta                | Evento                   | Qualificação | Qualificação | Final  | Final   |
| Atleta                | Evento                   | Pontos       | Posição      | Pontos | Posição |
| --------------------- | ------------------------ | ------------ | ------------ | ------ | ------- |
| Georgios Achilleos    | Skeet masculino          |              |              |        |         |
| Dimitris Konstantinou | Skeet masculino          |              |              |        |         |
| Andreas Makri         | Fossa olímpica masculino |              |              |        |         |
| Andri Eleftheriou     | Skeet feminino           |              |              |        |         |

## Vela
Velejadores cipriotas qualificaram um barco nas seguintes classes através do Campeonato Mundial de Vela de 2018, dos Campeonatos Mundiais das classes de vela e das regatas continentais.
| Atleta           | Evento                | Regata | Regata | Regata | Regata | Regata | Regata | Regata | Regata | Regata | Regata | Regata | Regata | Regata | Pontos | Posição |
| Atleta           | Evento                | 1      | 2      | 3      | 4      | 5      | 6      | 7      | 8      | 9      | 10     | 11     | 12     | M*     | Pontos | Posição |
| ---------------- | --------------------- | ------ | ------ | ------ | ------ | ------ | ------ | ------ | ------ | ------ | ------ | ------ | ------ | ------ | ------ | ------- |
| Andreas Cariolou | RS:X masculino        |        |        |        |        |        |        |        |        |        |        |        |        |        |        |         |
| Pavlos Kontides  | Laser masculino       |        |        |        |        |        |        |        |        |        |        | —      | —      |        |        |         |
| Natasa Lappa     | RS:X feminino         |        |        |        |        |        |        |        |        |        |        |        |        |        |        |         |
| Marilena Makri   | Laser Radial feminino |        |        |        |        |        |        |        |        |        |        | —      | —      |        |        |         |

M = Regata da medalha; EL = Eliminado – não avançou à regata da medalha